# Ulrich Boner

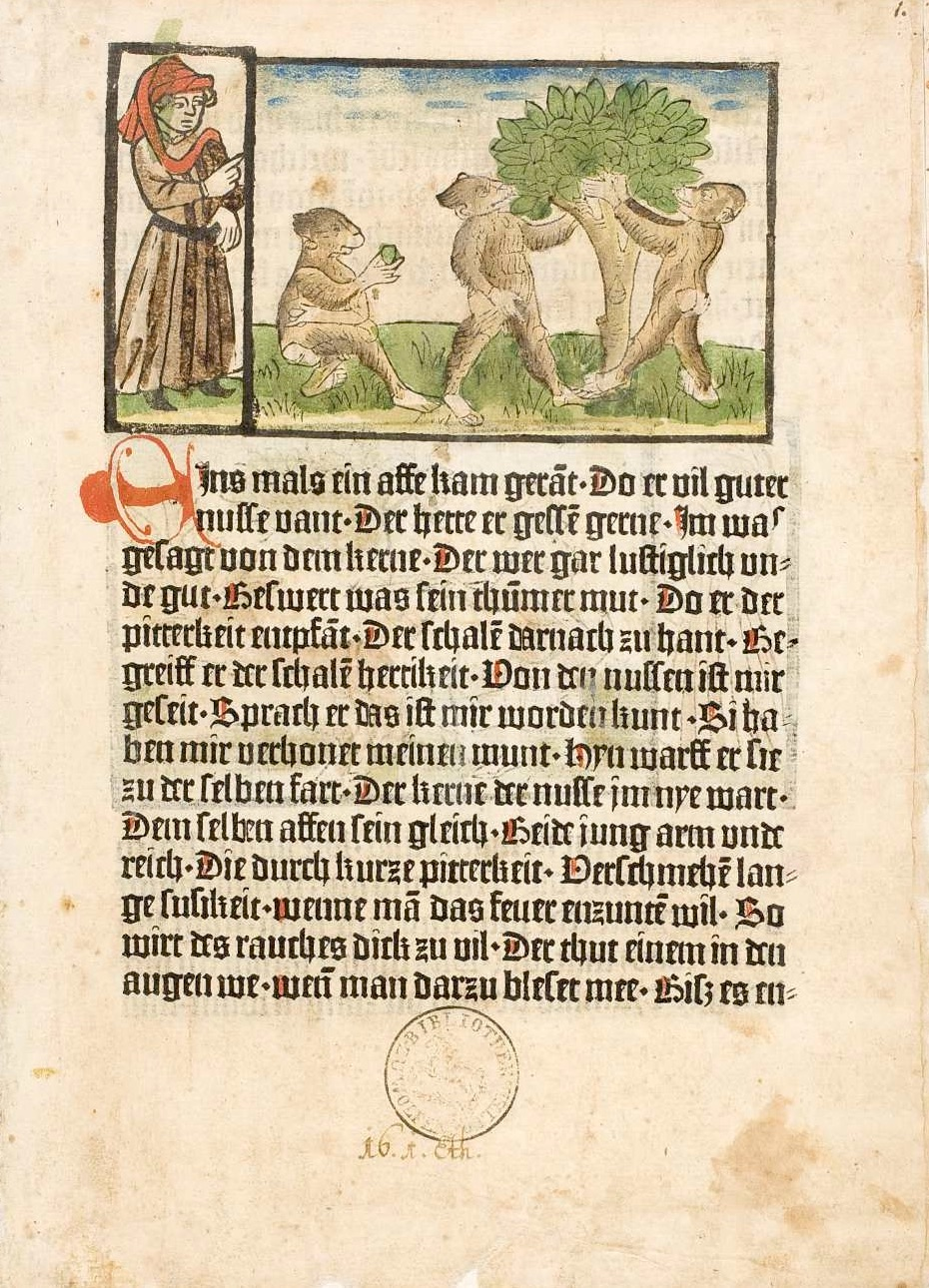
Página de La piedra preciosa de Ulrich Boner, primer libro impreso con imágenes (1461)

Ulrich Boner (Berna, 1280-1350) fue un fraile dominico y escritor suizo. 

## Biografía
Fue autor de una colección de cien fábulas, Der Edelstein (La piedra preciosa, c. 1340).
En 1461 se publicó su obra en Bamberg, a cargo del impresor Albrecht Pfister. Con ciento una ilustraciones, está considerado el primer libro impreso con imágenes.